# Territorio Vásquez
|  |

El Territorio Vásquez fue un bien baldío de la República de Colombia entre 1863 y 1883, el cual comprendía los municipios boyacenses de Puerto Boyacá, Otanche y Borbur. Recibió su nombre del mártir de la independencia Cayetano Vásquez; la principal razón para la creación de este territorio fue la construcción del camino de occidente y el fomento de nuevas poblaciones aledañas a éste, así como la exploración y explotación de pozos petroleros por parte de empresas extranjeras por medio de concesiones, tales como la Texas Petroleum Company. Durante el siglo XIX fue disputado entre los Estados de Cundinamarca y Boyacá.